# Supercoppa lettone 2022 (pallavolo maschile)
La Supercoppa lettone 2022, 3ª edizione della Supercoppa nazionale maschile di pallavolo, si è svolta il 1º ottobre 2022: al torneo hanno partecipato due squadre di club lettoni e la vittoria finale è andata per la prima volta al RTU Robežsardze.

## Formula
La formula ha previsto una gara unica.

## Squadre partecipanti
| Squadra         | Qualificazione                                                   |
| --------------- | ---------------------------------------------------------------- |
| Jēkabpils Lūši  | Vincitrice Coppa di Lettonia 2021/Nacionālā Līga 2021-22         |
| RTU Robežsardze | Finalista in Coppa di Lettonia 2021/2ª in Nacionālā Līga 2021-22 |

## Torneo
| 1º ottobre 2022 Jūrmalas Valsts Sporta halle, Jūrmala Durata: 1h:39 - Spettatori: 411 | RTU Robežsardze | 3 - 0 | Jēkabpils Lūši | 26-24, 25-22, 28-26 |